# سامان (چهارمحال و بختیاری)

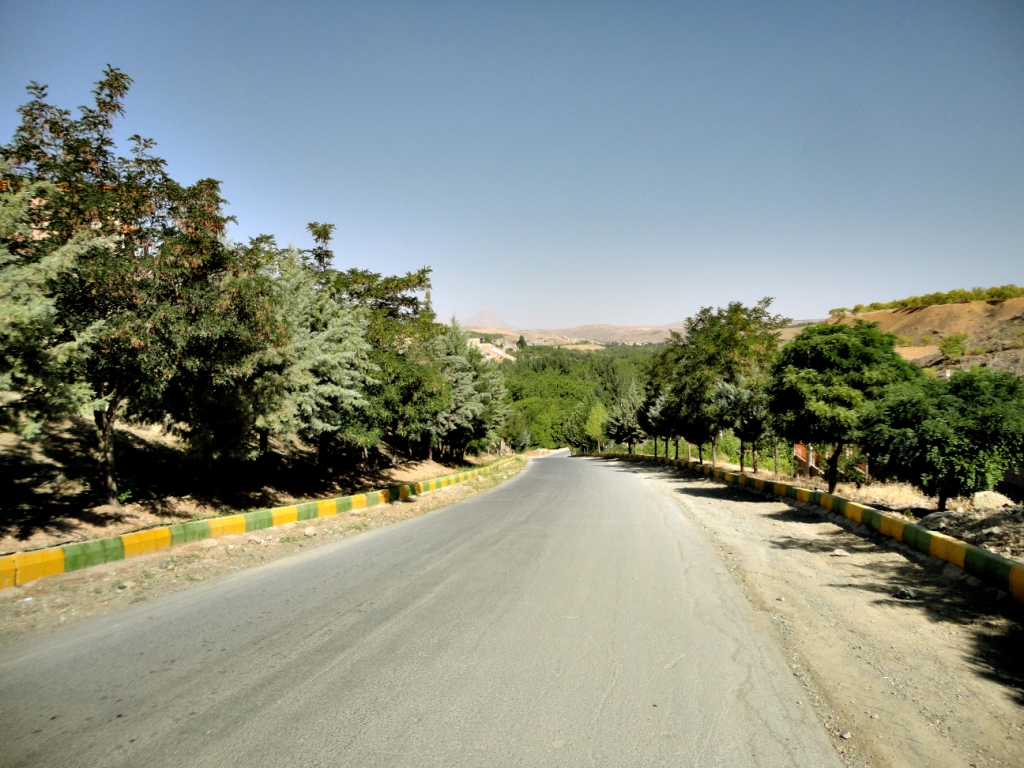
باغ‌های گردو در سامان

سامان شهری ساحلی در کرانه زاینده‌رود است. این شهر، مرکز شهرستان سامان در استان چهارمحال و بختیاری است. سامان زادگاه شاعران بزرگی چون دهقان سامانی و عمان سامانی است.

## جمعیت
بر پایه سرشماری عمومی نفوس و مسکن در سال ۱۳۹۵ جمعیت این شهر ۱۴٬۱۹۲ نفر (در ۴٬۵۵۴ خانوار) بوده است.

## موقعیت جغرافیایی

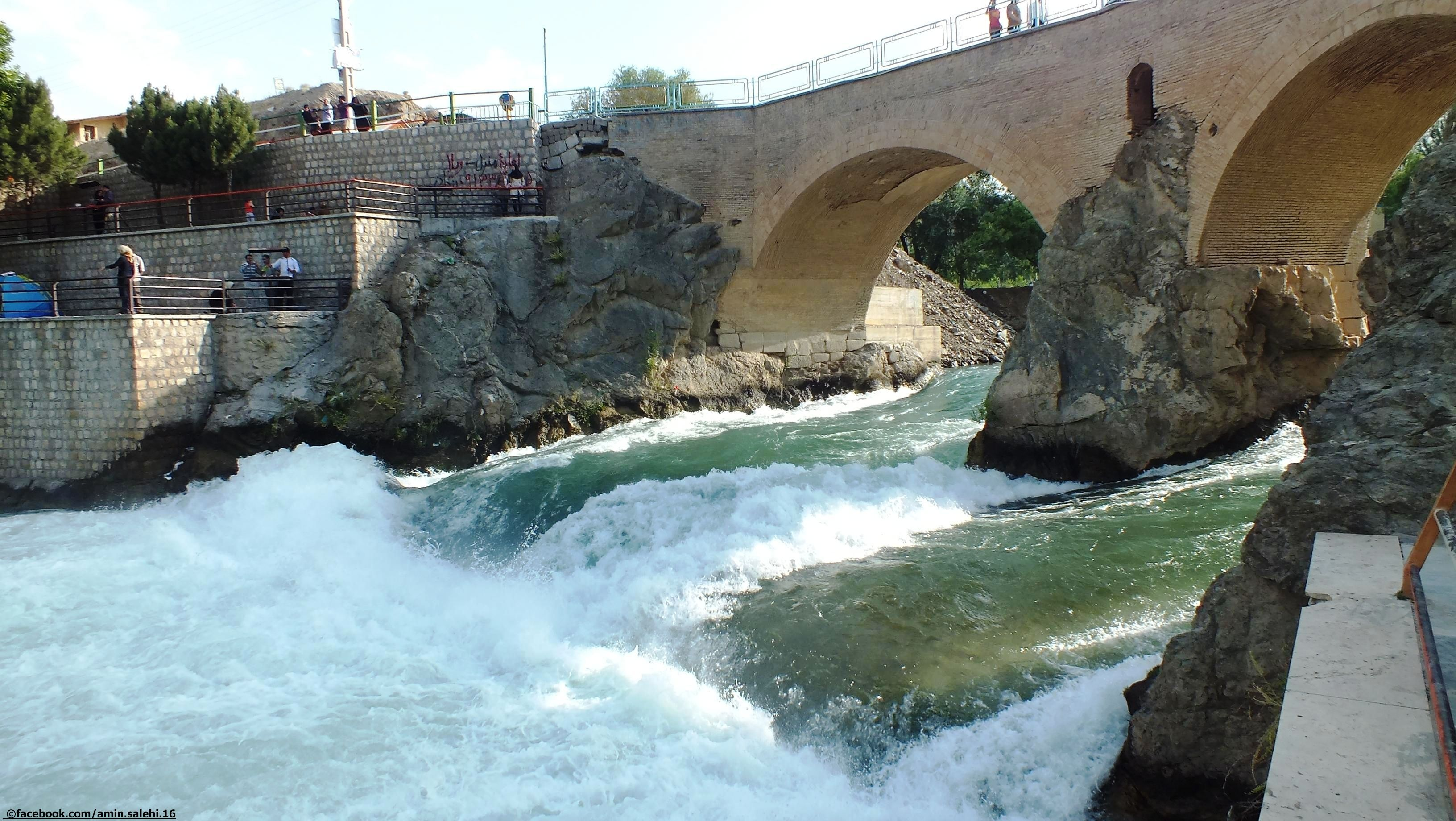
پل زمان‌خان - تابستان ۱۳۹۲

سامان در فاصله ۲۲ کیلومتری شمال شرقی شهرکرد و ۸۵ کیلومتری غرب اصفهان قرار گرفته است.
مسیر گردشگری شهرکرد به سامان عبارت است از:
چالشتر(قلعه چالشتر) ـ سامان (پل زمان خان، شوراب صغیر، شوراب کبیر، حاشیه زاینده رود) ـ هوره (پل هوره) ـ مارکده (حاشیه زاینده رود) ـ یان چشمه (سد زاینده رود) ـ بن (گرداب بن) ـ امامزاده بابا پیراحمد.

## مردم‌شناسی
مردم این شهر از ترکمانهای ایل بهارلو هستند.مردم شهر سامان در محافل خصوصی به زبان ترکی قشقایی صحبت می‌کنند و در محافل عمومی مانند مدارس و اداره‌ها عمدتاً به زبان فارسی تکلم می‌کنند. با آن که سامان شهر کوچکی است اما زادگاه چندین شاعر بنام است. از جمله این شاعران می‌توان به دهقان سامانی، عمان سامانی، افلاکی سامانی، نیسان سامانی، قطره، دریا، ذره، محیط و تبیان اشاره کرد.
عمان سامانی یکی از معروف‌ترین شاعران ملی است و کتاب شعر بسیار معروفی به نام گنجینة الاسرار دارد که در آن وقایع عاشورا را به زبان شعر توضیح می‌دهد. دیوان گنجینة الاسرار این چنین آغاز می‌شود:
| کیست این پنهان مرا در جان و تن |  | کز زبان من همی گوید سخن    |
| این که گوید از لب من راز کیست؟ |  | بنگرید این صاحب آواز کیست؟ |

## رسم و رسوم

### مراسم چاق چاقو
مراسم چاق چاقو یکی از مراسم‌های عزاداری حسینی می‌باشد که اصالتاً مربوط به شهرستان سامان است و هم‌اکنون در شهرستان سامان (شهر سامان و اکثر روستاهای زیر مجموعه مثل شوراب صغیر) و برخی نقاط استان چهارمحال و بختیاری (مثل سورشجان وفارسان) برگزار می‌شود. نکته مهم مربوط به مراسم چاق چاقو این است که برخلاف بسیاری از مراسم‌های عاشورایی، چاق چاقو در نیمه شب (اغلب ساعت ۳ نیمه شب) و فقط یک شب (صبح عاشورا) برگزار می‌شود. در این مراسم دسته بزرگی از جمعیت با شکلی خاص، اشعاری ویژه و آهنگی مخصوص در شهر سامان به راه می‌افتند و هر شخص دو قطعه سنگ یا چوب تخت در دست می‌گیرد با نظمی خاص برهم می‌کوبند.
مردم در این شب تا زمانی که هوا تاریک است باید شهر را دور بزنند و مراسم تا اذان صبح ادامه پیدا می‌کند و پس از اقامه نماز جماعت صبح به خانه یا مساجد بازمی‌گردند و خود را برای عزاداری روز عاشورا آماده می‌کنند.
یکی از نوحه‌های مخصوص این مراسم (که به زبان بومی شهر سامان یعنی ترکی قزلباشی است):
| آی آلا گین چالمَسِـن   |  | بـِگـِئجَه سحر اُولمَسِن  |
| گین چالور طوفان اولُر |  | کرب و بلادَ قان اولُر |
| گین چالور طوفان اولُر |  | اصغر بـُقازِ قان اولُر |
| آی آلا گین چالمَسِـن   |  | شام غریبان اُولمَسِن   |
| آی آلا گین چالمَسِـن   |  | زینب پریشان اُولمَسِن  |

### مراسم نار زنی
اینمراسم درهنگام عروسی‌ها انجام داده می‌شود دامادبربالای بام خانه ای می‌رود وبرای مهمانانی که پایین ایستاده‌اند میوه پرت می‌کنند می‌گویند این مراسم شگون دارد

## مشاهیر
- دهقان سامانی: میرزا ابوالفتح خان دهقان سامانی، ملقّب به «سیف الشعرا» و متخلّص به «دهقان سامانی»، از شاعران به نام ایران می‌باشد. دهقان سامانی در اصفهان در مدرسهٔ صدر نزد آخوند ملا محمد کاشانی و شیخ حسن شیرازی تحصیل علوم ادبی و دینی کرد.[۱۶] از معروف‌ترین آثار دهقان، می‌توان به دیوان اشعار او اشاره کرد که به «شکرستان» معروف است.[۱۷]
- عمان سامانی: میرزا نورالله عمان سامانی، ملقّب به «تاج الشعرا» و متخلّص به «عمان سامانی»، یکی از معروف‌ترین شاعران ملی است و کتاب شعر بسیار معروفی به نام گنجینة الاسرار دارد که در آن وقایع عاشورا را به زبان شعر توضیح می‌دهد. و سامان اردستانی یکی از شاگردهای ایشان می‌باشند.

## مکان‌های تفریحی

### پل زمان خان

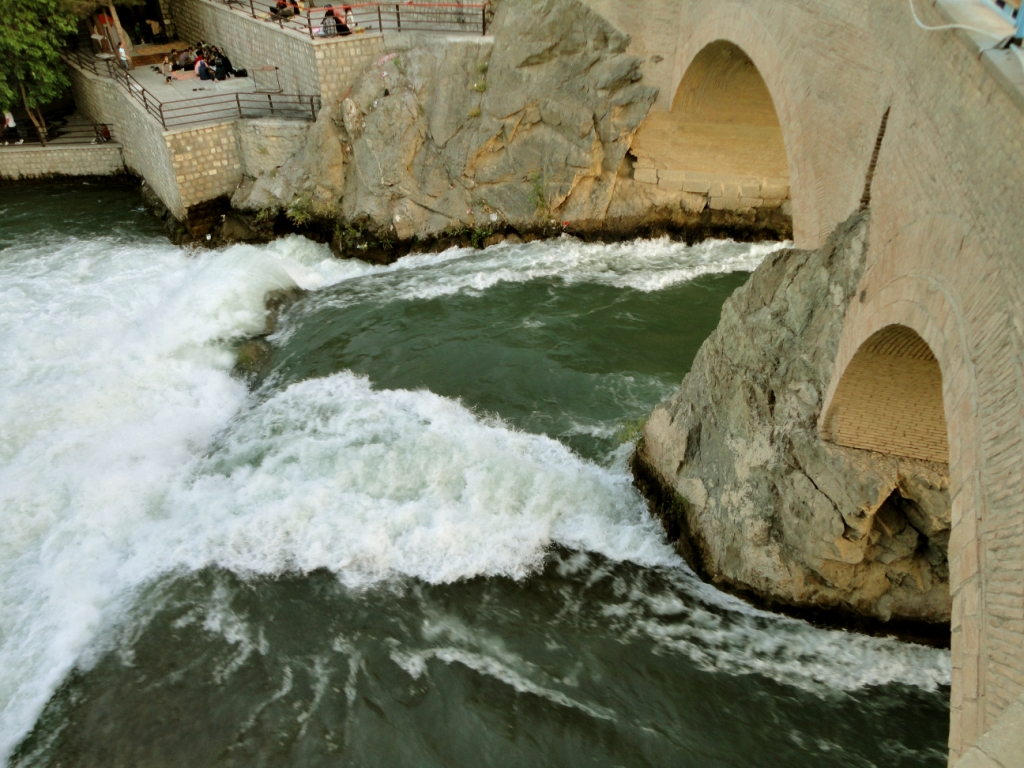
پل زمان خان

پل زمان خان مهم‌ترین قطب گردشگری استان چهارمحال و بختیاری محسوب می‌شود و یکی از بناهای با ارزش و قدیمی شهر سامان است که دارای دو دهانه، ۳۰ متر طول و ارتفاع ۱۲ متر است. پل زمان خان بر روی رودخانه زاینده رود بر روی سه‌پایه سنگی طبیعی بنا شده و در ۲۲ کیلومتری شمال شهرکرد قرار دارد. دیرینگی این پل مربوط به دوره صفویان است و آخرین مرمت آن در سال ۱۳۲۱ انجام شده است.
در حال حاضر این پل بیش تر جنبه گردشگری دارد. قرار گرفتن پل زمان خان بر روی آب‌های زاینده رود و وجود مناظر طبیعی چشمگیر اطراف در کنار اقدامات عمرانی انجام شده، این منطقه را به یکی از قطب‌های گردشگری شهر سامان تبدیل کرده است. اطراف پل مملو از باغ‌های فراوان با درختان گوناگون میوه می‌باشد که مناظر زیبایی را به وجود می‌آورند. منطقه‌ای که پل زمان خان در آن قرار دارد دارای آب و هوای معتدل و بسیار پاکیزه است و در روزهای تعطیل میزبان سیل گردشگران می‌باشد. بیش تر ماهیان این رودخانه ماهی قزل آلای وحشی (گوشت صورتی) می‌باشد و جریان آب رودخانه بسیار تند است.

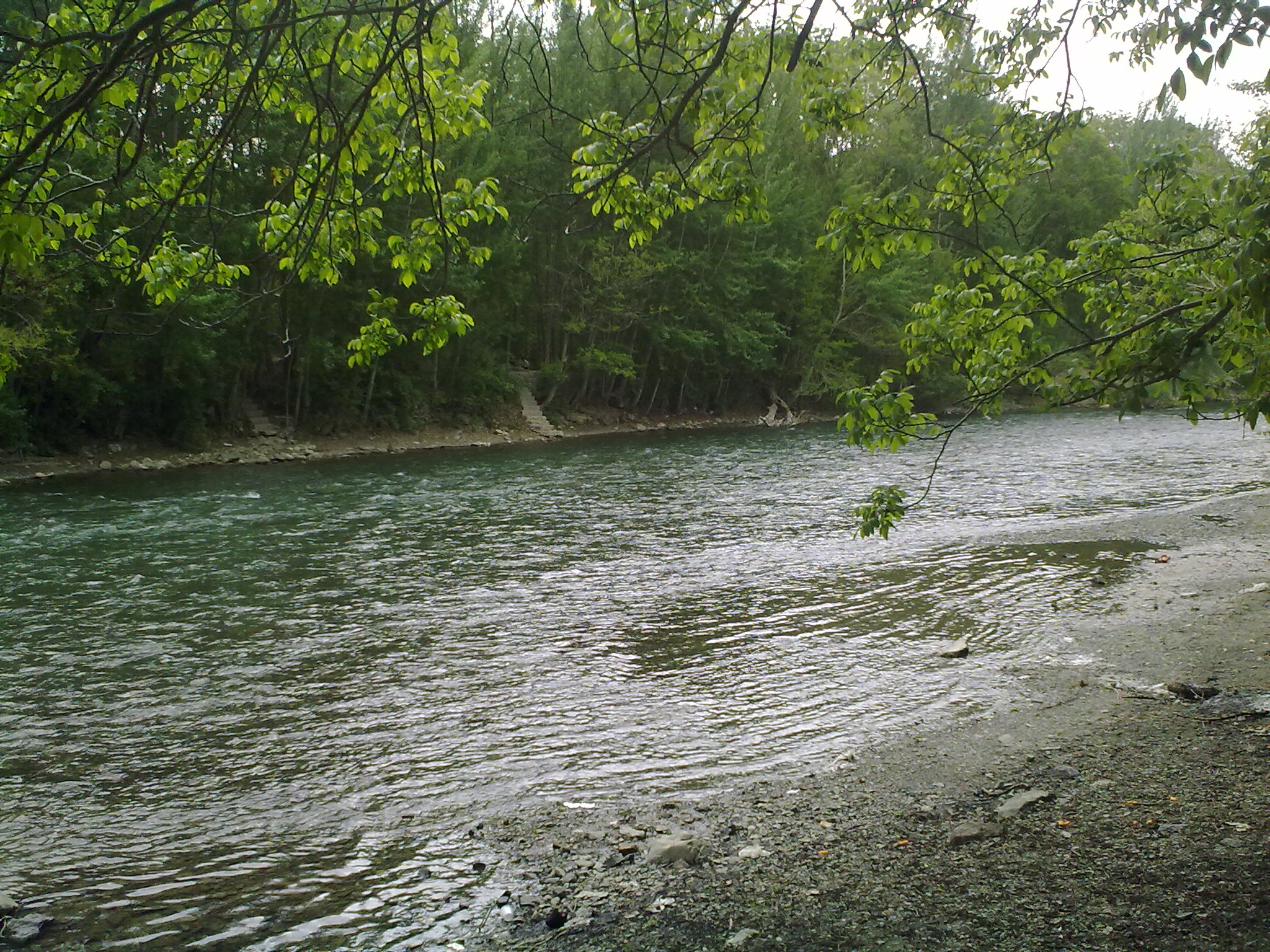
رودخانه زاینده‌رود در شهرستان سامان

جاده آسفالته، واحدهای اقامتی و پذیرایی (هتل گل‌های سامان و مجتمع توریستی) پارکینگ، سکوی نشیمن، تجهیزات برای بازی کودکان، فضای سبزو سرویس بهداشتی و فاصله دو کیلومتری تا پمپ بنزین از امکانات و تسهیلات موجود در این کانون گردشگری است.

#### قنات‌های سامان معروف به مرودشت
در استان چهار محال و بختیاری ۸۴۰ رشته قنات وجود دارد و سامان بیشترین تعداد قنات را دارد. قدیمی‌ترین قنات استان، قنات لغدنبه سامان می‌باشد.
از دیگر قنات‌ها و چشمه‌های سامان می‌توان به قنات پِز، یالانچی، چشمه سامان، چشمه مزرعه برمه (واقع در کوه برمه) و … اشاره کرد که از هر کدام برای آبیاری مزارع سامان استفاده می‌شود. وجود این قنات‌ها یکی از علت‌های اصلی رونق کشاورزی و پرورش گردو و بادام در سامان می‌باشد.

### مزرعه‌های سامان
در شهر سامان مزارع بسیاری وجود دارد که معروف‌ترین آن‌ها عبارت است از: لغدم (از قنات لغدمبه برای آبیاری این مزرعه استفاده می‌شود)، سامان آخاره، پز، دستیگر، یالانچی، گاوچر و مزرعه قدیمی برمه (واقع در کوه برمه) می‌باشند. در گذشته آب چشمه مزرعه برمه با لوله‌های گلی (تموشه) برای آشامیدن به قلعه شهر منتقل می‌شده و هنوز هم آثاری از این لوله‌ها بر جای مانده است.
امروزه مردم سامان علاوه بر مزرعه‌ها در طرح‌های کشاورزی سامان که با لوله از رودخانه زاینده رود آب بر سر زمین‌ها می‌آورند نیز فعالیت دارند و در طرح‌های کشاورزی سامان بیش تر گردو، بادام، زردآلو، گیلاس، آلوچه و هلو کشت می‌شود، جالب است که بدانید بیشترین هلو استان در شهرستان سامان (و به ویژه تمامی روستاهای زیر مجموعه) کشت می‌شود. همچنین در مزرعه‌های شخصی صیفی جات، جو، گندم و یونجه کاشته می‌شود.

### مسجد جامع سامان
مسجد سامان در محله مسجد جامع یا میانه شهر سامان قرار دارد. این مسجد دارای یک شبستان و دو ورودی در شمال خاوری و جنوب باختری می‌باشد که ورودی شمال خاوری به شکل هشتی و با گنبدی عرقچین ساخته شده است. شبستان مسجد پلانی مستطیل شکل دارد و به شیوه طاق و چشمه بر روی هشت ستون سنگی مشعلی شکل استوار شده است. مسجد سامان فاقد تزیینات خاص است و رسمی بندی‌هایی که از آجر و در نمای ورودی شمال مسجد به کار رفته تنها تزیینات آن است. مصالح مورد استفاده در این مسجد که قدمت آن به دوره قاجاریه می‌رسد، عبارتند از: آجر، گچ و ساروج. دیرینگی این مسجد مربوط به دروه قاجار است و در تاریخ ۲۸ شهریور ۱۳۸۶ با شماره ثبت ۱۹۶۷۶ به عنوان یکی از آثار ملی ایران به ثبت رسیده است. متأسفانه سر در مسجد که یکی از ملاکهای تشخیص قدمت مسجد است، هنگام مرمت مسجد بخاطر عبور سیم برق یا به هر دلیلی گوشه آن آسیب دیده است.

## سامان از نظر برخی بزرگان
محمدحسن خان اعتمادالسلطنه (صنیع الدوله)، مترجم و رئیس دارالطباعه و دارالترجمة ناصرالدین شاه در کتاب مراة البلدان ناصری در مورد سامان نوشته شده است که:
سامان ۳۰۰ خانوار جمعیت ملکی اربابی دارد. باغات بسیار و ۱۷ مزرعه دارد که از چشمه و قنات و رودخانه آن مشروب می‌شود
دهقان سامانی، از معروف‌ترین شاعران استان چهارمحال و بختیاری در مورد زادگاهش چنین گفته است:
| سامان که بود به زیر کوه شیراز   |  | داده است به مرغ روح سعدی پرواز      |
| آن مرغ شده به قالب دهقان باز    |  | گوید غزل و همی بر آرد آواز          |
| ای دل ار می‌طلبی مملکت جانی را   |  | رو به سامان وببین جنت روحانی را     |
| دهی آراسته و ساخته بینی چو بهشت |  | مستعد گشته به هر فصل و گل افشانی را |

## پل زمانخان

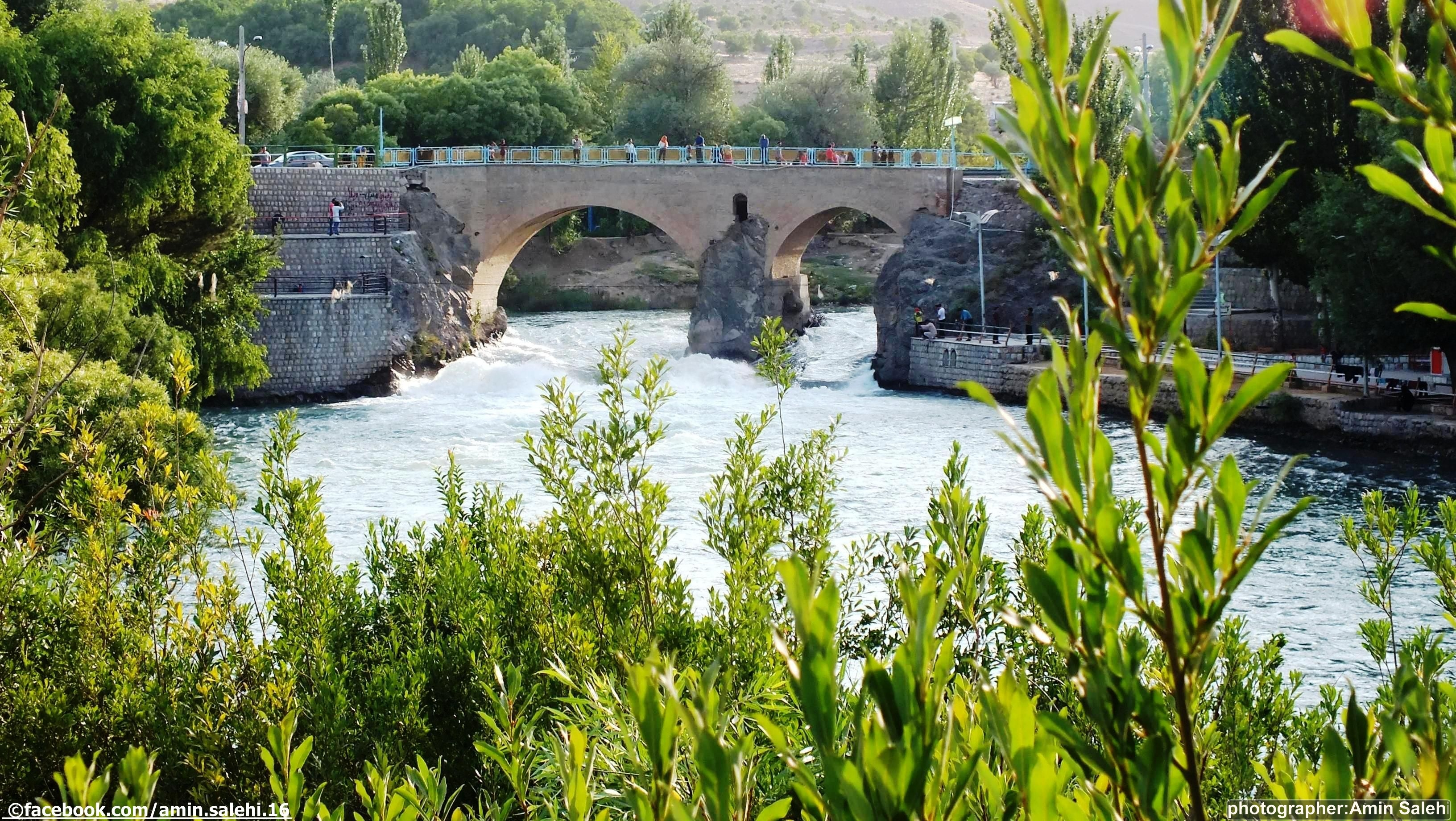
پل زمان خان در تابستان سال ۱۳۹۲

پل زمانخان بر روی زاینده رود و مجموعه کاخ پیشین فرح دیبا که اکنون به هتل تبدیل شده از جمله جاذبه‌های گردشگری شهر محسوب می‌شود. آرامگاه دهقان سامانی، شاعر پرآوازه ایرانی نیز در این شهر قرار دارد،

## کشاورزی
این منطقه به‌دلیل وضعیت خاص جغرافیایی برای تولید محصولاتی همچون بادام و گردو بسیار مناسب است. ۱۳درصد بادام کشور در شهرستان سامان تولید می‌شود.در شهر سامان مزارع بسیاری وجود دارد که معروف‌ترین آن‌ها عبارت است از: لغدم (از قنات لغدمبه برای آبیاری این مزرعه استفاده می‌شود)، پز، دستیگر، یالانچی، گاوچر و مزرعه قدیمی برمه (واقع در کوه برمه) می‌باشند. در گذشته آب چشمه مزرعه برمه با لوله‌های گلی (تموشه) برای آشامیدن به قلعه شهر منتقل می‌شده و هنوز هم آثاری از این لوله‌ها بر جای مانده است.
امروزه مردم سامان علاوه بر مزرعه‌ها در طرح‌های کشاورزی سامان که با لوله از رودخانه زاینده رود آب بر سر زمین‌ها می‌آورند نیز فعالیت دارند و در طرح‌های کشاورزی سامان بیش تر گردو، بادام، زردآلو، گیلاس، آلوچه و هلو کشت می‌شود، بیشترین هلو استان چهارمحال و بختیاری در شهرستان سامان (و به ویژه تمامی روستاهای زیر مجموعه) کشت می‌شود. همچنین در مزرعه‌های شخصی صیفی جات، جو، گندم و یونجه کاشته می‌شود.

## مراکز آموزشی
- دانشگاه پیام نور واحد سامان: دانشگاه پیام نور سامان در سال ۸۶ با یک رشته تحصیلی (مدیریت صنعتی) و با ۷۵ نفر دانشجو فعالیت خود راآغاز نمود. اکنون تعداد رشته‌های تحصیلی در دانشگاه هشت رشته (مدیریت صنعتی، مدیریت جهانگردی، حسابداری، علوم اقتصادی، مهندسی صنایع، مهندسی مدیریت پروژه، ریاضیات و کاربردها، مترجمی زبان انگلیسی) در مقطع کارشناسی و با پذیرش از طریق دوره‌های رسمی و فراگیر، بدون آزمون در حال حاضر به ۵۰۰ دانشجو خدمات رسانی می‌نماید.[۲۴]